# Paulin de Nole
Pour les articles homonymes, voir Saint-Paulin.

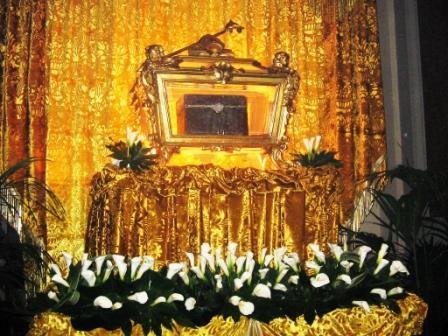
Châsse de Paulin dans la cathédrale de Nola : après avoir subi plusieurs transferts, la plus grande partie des reliques attribuées au saint sont de retour dans ce sanctuaire, le 15 mai 1909, grâce au pape Pie X.

Paulin de Nole, de son nom romain Meropius Pontius Paulinus, né vers 353 à Bordeaux et mort le 22 juin 431 à Nola (près de Naples), est un aristocrate et poète gallo-romain qui, après une carrière politique brillante, choisit de renoncer au monde, devient prêtre de l'Église chrétienne, puis évêque de Nole. Il est reconnu saint par l'Église catholique.
Jouissant d'un grand prestige politique et religieux, il est à son époque l'exemple emblématique d'une conversion aristocratique à l'ascétisme chrétien. Figure importante de l'Empire romain tardif marqué par les invasions barbares et le regain du paganisme vers 390, Paulin est vénéré par l'Église catholique et l'Eglise orthodoxe comme un saint.
Cette personnalité est interrogée[pas clair] par les travaux des chercheurs modernes sur les récits d'édification paulienne véhiculés par l'historiographie traditionnelle et conformes au modèle médiéval de l'exemplum, et sur l'influence de son œuvre dans le cadre du développement du monachisme chrétien occidental.

## Biographie

### Origines familiales et formation
Né en 353 sous le nom de Meropius Pontius Paulinus, il est issu d'une famille sénatoriale chrétienne de Bordeaux (Burdigala), capitale de la province d'Aquitaine à partir du Ier siècle et une des grandes villes des Trois Gaules (aquitaine, lyonnaise, belgique). Au moment de sa naissance, le christianisme est autorisé dans l'Empire romain depuis l'empereur Constantin, mais n'est pas encore la seule religion autorisée.
Paulin est le fils de Pontius Paulinus, un aristocrate de Bordeaux. Son frère, Pontius Celsus épouse une femme nommée Anicia[réf. nécessaire], dont il a plusieurs fils (neveux de saint Paulin) :
- Pontius Proserius Paulinus Iunior, connu comme Paulin II, successeur de son oncle comme évêque de Nola en 431
- Adelphius et Hermogenianus, tous deux évêques de Limoges.

Paulin est aussi le cousin de sainte Mélanie (vers 350-410).
Il est éduqué par le poète bordelais Ausone, un ami de son père.

### Carrière civile et conversion au christianisme
Destiné à une carrière politique, il gravit les échelons du cursus honorum à Bordeaux, puis à Rome.
Consul suffect en 378, il est proconsul de Campanie vers 380, époque où débute sa conversion. C'est à cette occasion qu'il fait construire un hospice à ascétère à Nole, près de la tombe du martyr saint Félix.
Après être retourné en Aquitaine à la demande de sa mère, il se rend en Espagne où il épouse en 385 une femme chrétienne fortunée, Tharasia (en).
Revenu en Aquitaine, il est baptisé en 389 par l'évêque Delphin de Bordeaux.

### Renoncement au monde séculier
Paulin et sa femme s'installent en Espagne où ils subissent des épreuves, notamment le décès en bas âge de leur fils Celsus, puis la mort violente du frère de Paulin. Ce sont peut-être ces circonstances tragiques qui les incitent à renoncer à leurs privilèges pour mener une vie de chasteté.
Le couple vend ses terres et décide de quitter le monde séculier en embrassant la vie monastique.
Le jour de Noël 393 ou 394, Paulin, qui se trouve à Barcelone, est ordonné prêtre malgré lui, sous la pression populaire.
Il part ensuite pour l'Italie et passe à Milan, dont l'Église est dirigée par l'évêque Ambroise. Puis il crée un ascétère à Nole (Campanie), près de la tombe de saint Félix de Nole.

### À Nola
Entre 402 et 404, il y fait construire, en utilisant sa fortune, un complexe religieux dédié à saint Félix, notamment une basilique, tout en poursuivant une vie monastique, même quand il est choisi comme évêque de Nole (entre 408 et 413). Il y promeut un pèlerinage en mémoire de saint Félix, dont il rédige une biographie hagiographique Vie et passion de saint Félix.
Installé au premier étage d'un hospice, il reste jusqu'à sa mort en relation avec les empereurs et les papes, prenant position dans plusieurs controverses théologiques (pélagianisme, priscillianisme).

### Mort et funérailles
Le prêtre Uranius, son disciple, laisse un sa mort dans un texte hagiographique De obitu Paulini.

## Œuvres
Avec Prudence, saint Paulin de Nole est l'un des plus grands poètes latins chrétiens. Il correspond avec des amis comme Ausone et des grandes figures religieuses de son époque comme Augustin, Ambroise de Milan, Jérôme de Stridon, Sulpice Sévère et Martin de Tours.
On a conservé de lui 35 poèmes, la plupart en hexamètres dactyliques. Parmi ceux-ci, il y a des « Laudes » annuelles en l'honneur du saint patron de Nole, Félix, trois paraphrases de Psaumes (genre littéraire qui aura une grande postérité) et deux propemptica (poèmes souhaitant un bon voyage).
De Paulin est aussi conservé un ensemble de 50 lettres. « Ses lettres, ses poèmes parlent surtout de l'ascèse dans la recherche d'une vie parfaite, de l'amitié chrétienne et du culte des saints » selon André Wartelle.
Paulin a su adapter la tradition poétique païenne reçue de son maître Ausone à des horizons chrétiens. Dans ce processus d'adaptation, il s'est inspiré de son contemporain le poète Prudence, qu'il a probablement rencontré[réf. souhaitée].
L'Histoire littéraire de la France lui consacre un chapitre.

## Culte de saint Paulin

Saint Paulin libérant l'esclave, toile de Giovanni Bernardino Azzolino réalisée entre 1626 et 1630.

Au cours des deux siècles qui suivent sa mort, la tradition hagiographique élabore des récits d'édification paulienne et forge l'image d'un saint thaumaturge.
La dévotion à saint Paulin est très répandue en France au Grand Siècle. De nombreuses confréries se créent vers 1665-1670. Pour accélérer le recrutement, on fait entrevoir aux fidèles la possibilité d’obtenir des reliques du saint, mais elles ne seront disponibles qu'en 1685[réf. souhaitée].
Paulin est aujourd'hui le saint patron de Nole, de Ratisbonne et de l'ordre de la Merci.
Dans l'iconographie, il a comme attribut un esclave captif, des chaînes, un jardin, une église et une cloche.
La Campanie, notamment la ville de Nole, était réputée dès l'Antiquité par la qualité de l'airain de ses cloches[réf. nécessaire]. La tradition en fait le fondateur des cloches d'église occidentales modernes[pas clair], légende née d'une étymologie populaire faisant une confusion grossière entre deux cloches médiévales (nola qui était le nom d'une cloche, et campana, le nom d'une cloche plus grosse)[pas clair].

## Hommages
- Rue Paulin à Bordeaux (non loin du palais Gallien, c'est-à-dire l'amphithéâtre de Burdigala)
- Rue Paulin de Nole à Ambarès (Gironde)
- Allée Paulin de Nole à Pessac (Gironde)
- Calle de San Paulino de Nola à Barcelone (Espagne)